# Normalspor
Normalspor er jernbanespor anlagt med sporvidden 1.435 mm. Denne sporvidde blev fastlagt af George Stephenson i forbindelse med anlægget af Stockton-Darlington Jernbane, der normalt anses for at være verdens første jernbane. Da man begyndte at anlægge jernbaner, var et af de store spørgsmål hvilken sporvidde, man skulle anvende. Det førte efterhånden til den standardiserede afstand på 1.435 mm mellem indersiderne af jernbaneskinnerne.
Omkring 60 procent af verdens jernbaner er anlagt med normalspor, deriblandt størstedelen af de europæiske lande.

## Lande med normalsporvidde
| Land                | Selskab | Bemærkninger |
| ------------------- | --- | --- |
| Albanien            | | |
| Algeriet            | | |
| Argentina           | Railroad Development Corporations baner – tidligere Urquiza-banen | |
| Australien          | New South Wales, baner mellem delstater, Pilbara Railways | |
| Belgien             | | |
| Bosnien-Hercegovina | | |
| Brasilien           | Estrada de Ferro do Amapá 1.440 mm; Estrada de Ferro Jarí; São Paulo Metro linje 4; Uruguaiana – grænsen til Argentina (blandet sporvidde på 1.435 og 1.000 mm); Santana do Livramento – grænsen til Uruguay (blandet sporvidde på 1.435 og 1.000 mm); Tilbageværende spor i Jaguarão (Rio Grande do Sul) anvendes pt. ikke.                                                | |
| Bulgarien           | NRIC; Balgarski darzhavni zheleznitsi (BDZ); Sofiysko metro; Sofias sporveje | |
| Canada              | Canadian Pacific Railway, Canadian National Railways, VIA Rail, BC Rail; SkyTrain (Vancouver), O-Train, GO Transit, Edmonton Light Rail Transit, C-Train | |
| Cuba                | | |
| Danmark             | Banedanmark, Lokaltog | |
| Filippinerne        | Manila Light Rail Transit og Manila Metro Rail Transit. | |
| Frankrig            | | |
| Grækenland          | | |
| Holland             | | |
| Hongkong            | MTR Corporation | |
| Iran                | | |
| Irak                | | |
| Irland              | Railway Procurement Agency | Luas i Dublin |
| Israel              | | |
| Italien             | | |
| Japan               | Shinkansen, Keisei-linjen, Keikyu-linjen, Ginza-linjen, Marunouchi-linjen, Toei Asakusa-linjen, Hankyu jernbane, Hanshin jernbane, Kyotos undergrundsbane, Osaka undergrundsbane. | |
| Kina                | | |
| Kroatien            | Hrvatske Željeznice dannet fra det tidligere Jugoslovenske željeznice | |
| Korea               | | |
| Libanon             | | ingen baner anvendes, og de er mere eller mindre afmonteret |
| Libyen              | banenet under konstruktion | |
| Litauen             | | Bane til Šeštokai fra Polen |
| Makedonien          | | |
| Malaysia            | RapidKL (KLJ, AMP), KLIA Ekspres | |
| Marokko             | | |
| Mexico              | | |
| Monaco              | | |
| Montenegro          | | |
| Norge               | | |
| Panama              | Panama Railway | siden 2000 |
| Paraguay            | Ferrocarril Presidente Don Carlos Antonio Lopez, nu Ferrocarril de Paraguay S.A. (FEPASA) | Nu kørende 36 km ud fra Asuncion som en turistdampbane; også på 5 km fra Encarnacion til grænsen med Argentina, primært med transport eksporteret soja; resten af den 441 km lange bane afventer sin skæbne, mens reetableringsplaner kommer og går. Delen fra vest for Encarnación til nord for San Salvador og hele San Salvador-Abaí-forgreningen er afmonteret af jernbaneselskabet selv, for at få økonomiske midler ud af genvinding af materialerne. |
| Peru                | Railroad Development Corporations baner i Peru Ferrocarril Central Andino Callao – Lima – La Oroya – Huancayo, La Oroya – Cerro del Pasco ; Ferrocarril del sur de Peru der køres af Peru Rail Matarani – Arequipa – Puno and Puno – Cuzco; Ilo – Moquegua-minebanen; Tacna – Arica (Chile) internationale bane der drives af provinsen Tacna; Limas elektrisk forstadsbane | |
| Polen               | | |
| Rumænien            | | |
| Rusland             | Rostov ved Dons sporvogne, banerne der forbinder Kaliningrad med Polen | |
| Schweiz             | | |
| Serbien             | | |
| Singapore           | Mass Rapid Transit | |
| Slovakiet           | | |
| Slovenien           | | |
| Spanien             | AVE, højhastighedstog fra Madrid til Sevilla, Malaga, Barcelona, Toledo, Huesca og Valladolid; Metro de Barcelona (linjerne L2, L3, L4, L5, L6, L7 samt FGC-linjerne) og Metro Vallès (S1, S2, S5, S55). | Alt andet er bredspor, med nogle smalspor. Sporvidden planlagt til at være omlagt til normalspor i 2020. |
| Storbritannien      | | ikke Nordirland |
| Sverige             | | |
| Sydafrika           | foreslået til Gautrain | |
| Syrien              | | |
| Taiwan              | Metro Taipei og Taiwan High Speed Rail | |
| Thailand            | Bangkok Skytrain, Bangkok Metro og Suvarnabhumi Airport Link (under konstruktion). | |
| Tjekkiet            | | |
| Tunesien            | nordlige del af nettet | |
| Tyrkiet             | | |
| Tyskland            | | |
| Ungarn              | | |
| Uruguay             | | |
| USA                 | | |
| Vietnam             | | nord for Hanoi |
| Egypten             | | |
| Østrig              | | |